# Alianza anglo-japonesa
La alianza anglo-japonesa (conocida en inglés como Anglo-Japanese Alliance y en japonés como 日英同盟, Nichi-Ei Dōmei) fue suscrita en Londres el 30 de enero de 1902 por Henry Petty-FitzMaurice como representante del Imperio británico y Hayashi Tadasu como representante de Japón. La alianza establecía la cooperación militar entre ambos países y aseguraba (con ciertas excepciones) que una nación auxiliaría a la otra en caso de guerra. El tratado fue renovado en 1905 y 1911, antes de decidirse que no volvería a serlo en 1921. Su validez expiró de forma oficial el 17 de agosto de 1923.

## Características

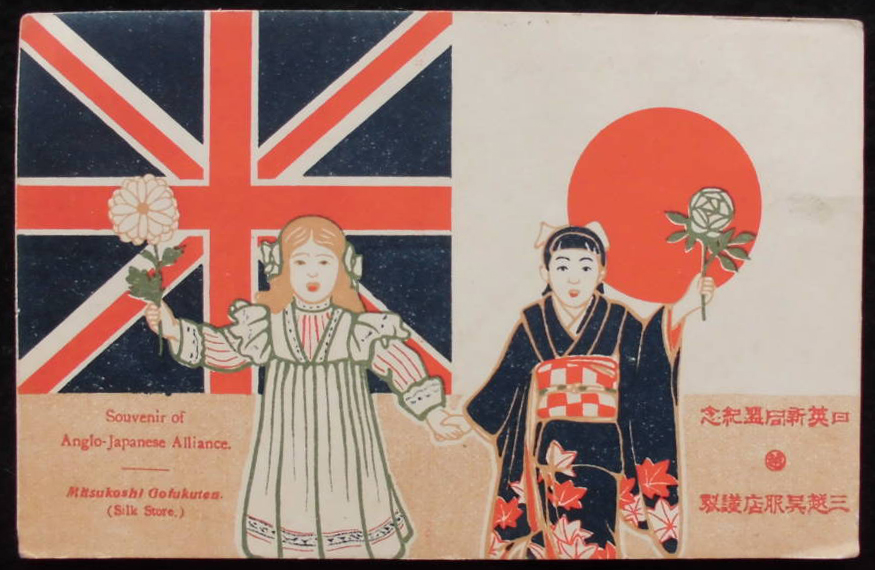
Postal conmemorativa

El objetivo principal de ambos países era el de contener los intentos de expansión del Imperio ruso en el mar Amarillo, que se juzgaban malos tanto para los intereses japoneses como británicos en China y el Pacífico. El Imperio Ruso trató de contrarrestar este pacto ofreciendo uno similar a los gobiernos de Francia y el Imperio alemán, que sólo fue suscrito por la primera. Esto probablemente impidió que la guerra ruso-japonesa (1904-1905) excediese el teatro asiático y se convirtiese en un conflicto mundial, ya que Francia y Reino Unido habían suscrito sus propios tratados de alianza entre sí y acordaron la no intervención en el conflicto. La alianza sí sancionó, no obstante, la entrada de Japón en la Primera Guerra Mundial a petición del Reino Unido en 1914.
Otras excepciones acordadas por Japón y el Reino Unido fueron que el Reino Unido nunca auxiliaría a Japón en caso de enfrentamiento con Estados Unidos y que Japón jamás se inmiscuiría en una guerra puramente europea (la excusa para entrar en la Primera Guerra Mundial fue, fundamentalmente, la disputa sobre el puerto chino de Tsingtao ocupado por los alemanes).
A pesar de las gestiones del diplomático británico Charles Eliot, el tratado no fue renovado en 1921. Esto fue un gran alivio para China y Estados Unidos, quienes se oponían fuertemente al creciente expansionismo japonés.